# 高东垒
高东垒（1977年5月—），山东金乡人，汉族，中国共产党党员。中华人民共和国政治人物、第十三届全国人民代表大会解放军和武警部队代表。

## 生平
2018年，高东垒被选为解放军和武警部队出席第十三届全国人民代表大会代表。